# Robin Milner
Robin Milner (n. 13 ianuarie 1934, Plymouth, Anglia, Regatul Unit – d. 20 martie 2010, Cambridge, Anglia, Regatul Unit) a fost un informatician englez, cunoscut pentru dezvoltarea sistemului de demonstrare a teoremelor LCF, pentru care a inventat limbajul funcțional ML, în care a introdus pentru prima oară tiparea implicită și un sistem type-safe de tratare a excepțiilor. De asemenea, Milner a construit un cadru teoretic pentru analiza sistemelor concurente, cadru denumit analiza sistemelor comunicante. Pentru aceste trei realizări, a primit Premiul Turing în 1990.
1. ↑   http://www.timesonline.co.uk/tol/comment/obituaries/article7081867.ece Lipsește sau este vid: |title= (ajutor)
2. ↑  IdRef, accesat în 27 aprilie 2020
3. ↑  www.ae-info.org
4. ↑   https://awards.acm.org/fellows/award-recipients, accesat în 23 iunie 2024 Lipsește sau este vid: |title= (ajutor)